# Marit Anundsdotter
Marit Anundsdotter, även kallad Marit Trons, död 1672, var en svensk kvinna som avrättades för trolldom i norra Bohuslän under det stora oväsendet. Hon var den första som anklagades för trolldom i norra Bohuslän, och utgör centralfiguren för häxjakten i nordligaste Bohuslän, där åtalet mot henne utgör startpunkten för åtalen mot de övriga i denna landsdel. Hon var den första av som åtalades i häxprocessen i Skee, och en av åtta som avrättades.

## Fallet

### Bakgrund
Efter de stora trolldomsprocesserna i södra Bohuslän spred sig trolldomsrykten också i norra Bohuslän. Det skedde först i Kvistrum mot Kerstin i Lövrie 6 september 1671. 14 september 1671 öppnade rannsakningen för norra Bohuslän på Hede tingsställe av Tanums socken under häradshövding Gustaf Farther, fogden Ratke Seth och nämnderna från Tanums och Vätte härader, berörande Skee och Näsinge, Hogdal och Tanum, med anklagade från Kitteröd, Jörloff, Högstad (Massleberg), Håve, Hustyft samt torpen Tittås under Rogsta och Lindalen under Fave, Högstad och Ytten (Yttane i Näsinge och Vagnarberget i Hogdal. 

### Anklagelse
I juli 1670 anklagade Olof Tronson i Högstad av Skee socken sin styvmor Marit Anundsdotter för det hon förgjort honom. Det målet slutade under en rannsakning av Färtner med en förlikning mellan Olof och hans styvmor och far. Detta blev början på häxjakten i nordligaste Bohuslän. I september 1671 anklagade Olof Tronson sin styvmor för andra gången inför guvernören Stake, som gav order om rannsakning. Han uppgav att styvmodern gjort honom »galen och vill», att hennes piga Gunnill Toresdotter lovat hans hustru Ingrid Bengtsdotter »en fanners färd», och att Marit gjort svågern Rear Bengtsson »osinnig för ett hattebyte» med hennes son Olof Larsson. 
Olof Tronson uppgav att han hade botats från sin sinnessjukdom av en klok gumma, en avliden tiggarkvinna Tru vid Vagnar. 
Han vittnade också om att Börta i Vagnarberget hade botat hans hustru genom en »klening» av smör och mjöl på bröd och avskrap av sten. Börta i Vagnarberget erkände detta utom stenarna. 
Han hävdade att Gunnil Toresdotter lovat hans hustru Ingrid ont en onsdag och att Ingrid på fredagen blivit sjuk. Han sade att Gunnils mor Runnug på Tittås var ökänd för trolldom. Skee församlings kyrkoherde, Mäster Olof Berg, uppgav att Gunnil, sedan detta börjat 
spridas, »kom till honom och bjöd honom ett halft års tjänst, där han ville gifva henne pass - sedel, hvarmed hon kunde komma säkert sin kos».
Rear Bengtssons far Bengt i Fjälla vittnade att Rear »var rätt galen och visste ingenting till sig, så de uti tre veckors tid måste binda honom», och att han insjuknat efter ett barnöl hos svågern Olof Tronsson i Högstad vid S:t Hans tid 1669 och då utpekat Marit. 
Rear hade sökt hjälp hos kloka gumman Runnug i Bergs socken och Akershus län i Norge och Marit Larssa i Ytten (Yttane). 

### Rättegång
Marit Anundsdotter medgav att hon i ilskan en gång lovat Olof "en fanners färd" men inte hade gjort honom ont med trolldom. Gunnil svarade likartat. Börta i Vagnarberget nekat till att hennes botande var trolldom. Rätten beslöt därför att de skulle undergå vattenprovet; i Marit och Börtas fall skulle de doppas av sina äkta män. Under provet »flöto dessa alla tre på vattnet som långhalmkärfvar». De fortsatte dock alla tre att neka efter misslyckat prov. 
Rätten fokuserade först på Gunnil, som bedömdes vara "blödigast". Den 15 september medgav Gunnil att hon visste att Marit i Jörloff var häxa, då hennes förra matmor Gertrud i Kitteröd hade bett henne se till så Marit inte tog med sin jord från gården efter ett besök, och att Marit inte sjunkit när en båt förlist. Gertrud i Kitteröd hade också sagt att hennes egen mor Marit i Ytten kunde trolla, och sedan förgäves försökt lära Gunnil ta reda på hur man avgjorde om någon förstört ens mjölk med en besvärjelse. Gunnil misslyckades läsa Fader vår inför rätten. Hon pressades erkänna att hon lärt trolldom av Marit i Jörloff, som låtit henne möta en vit hund, som bitit henne. Utifrån denna berättelse pressade rätten henne att medge att hunden var Satan och att hon därmed slutit förbund med honom, som haft samlag med henne i skepnad av en man vid namn Lorentz, varpå hon fött barn som han sedan bortfört. 
Hon bekände att hon närvarat på häxsabbat på Löveråsfjället skärtorsdagen 1669 dit hon red på en kvast smord av Satan och där sett Marit i Jörloff, Inga i Lindalen, Gertrud i Kitteröd, Märta i Vagnarberget och Marit i Högsta och att Marit i Jörloff lärt henne förgöra folk, vilket hon gjort med Olof Tronsons hustru Ingrid. 
Börta vid Vagnarberget nekade vid konfrontation med Gunnil, men erkände efter tortyr med handklovarna. Hon erkände då att Satan 1665 kommit till henne i som en "grå dräng" och låtit henne rida på honom till häxsabbaten där de dansade medan Satan blåste i horn, döpte henne och gav henne en tjänsteande varpå hon åt i hans namn. Varje gång hon deltog i sabbaten hade hon försänkt sin make i förtrollad dvala.

### Bekännelse och dom
Marit Anundsdotter nekade vid konfrontationen med både Gunnil och Börta, varpå rätten »omsider änteligen nödgades låta något räfsa på henne», det vill säga använda tortyr.  När hon trots tortyr vägrade erkänna, gav rätten order om att »låta Marit komma under något skarpare tvång». 
Efter hårdare tortyr avlade Marit bekännelse. Hon bekände att hon 1668 mötta Satan i form av en svart hund och avlade den vanliga bekännelsen om förbund med Djävulen, dop i hans namn, inskrivning i hans dopbok, ätande i hans namn och deltagade i häxsabbater, under vilka hon lagt ull i sin makes säng så han inte skulle märka hennes frånvaro. 
Hon medgav att hon hade förtrollat Olof med frön i en smörgås. 
Marit Arnésdotter i Ytten misslyckades 16 september med vattenprovet, och då hon hotades med tortyr erkände hon att hon ridit till häxsabbat på en hare. 
De fyra som erkänt: Gunnil Thoresdotter, Börta vid Vagnarberget, Marit Anundsdotter (Trons) och Marit Arnesdotter i Ytten, dömdes till döden. 
Marit i Jörloff, Gertrud i Kitteröd, Inga i Lindalen och Runnug i Tittås blev sedan förhörda och utsattes efter sitt nekande alla fyra för vattenprovet och, efter sitt misslyckande, för tortyr. Gertrud i Kitteröd medgav sedan att hon försvurit sig till Satan och flugit till sabbaten på en stång. Runnug i Tittås sade att Satan 1669 hade kommit till henne säng och haft samlag med henne, varefter hon fött ett barn som han tog med sig; de hade sedan ofta mötts för samlag, och lovat henne att helvetet var en bättre plats än himlen. 
Marit i Jörloft besökte henne i skepnad av en manlig resenär som lärde henne trolla och gav henne ett horn som hon kunde använda för att smörja sin kvast då hon ville besöka sabbaten. Inga i Lindalen sade att Satan besökt henne 1669 i skepnad av en vandrande finsk man vid namn 
Andris som gav henne något att äta som fick henne att försvära sig till Satan, varpå de tillsammans besökt sabbaten på var sin kvast. 
Samtliga fyra dömdes till döden. 

### Avrättning
Den 17 januari 1672 avrättades, på gården Vik i södra Skee, Gertrud i Kitteröd, Runnug i Tittås, Marit i Jörloff, Börta vid Vagnarberget, Marit Trons, Inga i Lindalen, Gunnill Thoresdotter och  Marit Larsa i Ytten. Samtliga utom Marit Larsa i Ytten tog tillbaka sin bekännelse, och »ville ej heller akta prästerna eller sig låta röra af Guds ord». Gunnil sade att hon »ljugit på sig själf» och ropade på vägen från gården till avrättsplatsen, liksom de andra, att hon var oskyldig. För att få dem att bekänna gav rätten order om att:
"ett litet stycke från exekutionsplatsen bödelen möta fångarna och binda för deras ögon. Sedan på själfva platsen, när Marit Larses afrättad blef, lät man åter taga klädet från deras ögon, menandes, att de skulle däraf någorlunda bevekas. Dock kunde det intet hjälpa, utan de fast mera trotsige och ondsinnige gingo hvar efter annan till sin död.»